# ری بیکر (بازیگر)
ری بیکر (به انگلیسی: Ray Baker) (زاده ۹ ژوئیهٔ ۱۹۴۸) بازیگر آمریکایی است.
از فیلم‌های معروف او می‌توان به بازی در قلب اجاره‌ای، سیلورادو، بی‌کلام، همه آمریکایی هستند و کمپ ناکجاآباد اشاره کرد.